# Eupithecia altitudinis
Eupithecia altitudinis es una especie de polilla de la familia Geometridae. La especie fue descrita por primera vez por Martin Krüger habiendo sido descrita en 2000, con distribución en Lesoto y Sudáfrica. El holotipo de la especie fue hayada en 1990 por Krüger en los alrededores de una montaña de gran altura conocida en Lesoto como Khalo La Lithunya o el pase de armas (del inglés "pass of guns"). Otros especímenes fueron hallados en la misma expedición en los alrededores de la coumnidad de Liqalaneng.

## Descripción
Son polillas de mediano tamaño, líneas transversales no tan blanquecinas como otras polillas de la localidad y con una mancha discal de buen tamaño. Sus alas anteriores son puntiagudas. Sus palpos labiales son rectos, aproximadamente del diámetro de los ojos. El color de fondo de las alas es blanco tiza, teñido de gris; con infusión mucho más ligera en las alas traseras. En las alas anteriores las líneas basal, mediana y posmediana son presentes, todas en ángulo a corta distancia debajo de la costa y no claramente definidas siendo la línea posmediana relativamente más prominente. Los cilios son grises. Las alas traseras de color gris claro.